# Christlich-Sozialer Volksdienst
Der Christlich-Soziale Volksdienst (CSVD) war eine von 1929 bis 1933 bestehende protestantisch-konservative Partei in der Weimarer Republik.

## Entstehung
Große Teile der antisemitischen Christlich-sozialen Partei Adolf Stoeckers schlossen sich 1918 unter Führung von dessen Schwiegersohn Reinhard Mumm als Strömung der neuen Deutschnationalen Volkspartei (DNVP) an. Allerdings fühlten sich immer mehr Christlich-Soziale in der Partei unwohl, etliche traten aus. Auf lokaler Ebene sammelten sich diese Kräfte in verschiedenen Organisationen, die zum Teil auch an Kommunalwahlen teilnahmen, so der 1924 in Nürnberg gebildete Christliche Volksdienst oder die Christlich-sozialen Gesinnungsgemeinschaften, die sich vornehmlich auf Freikirchen wie die Brüdergemeinde Korntal in Südwestdeutschland stützen konnten. Der Christliche Volksdienst breitete sich aus und nahm 1928 in Württemberg an der Landtagswahl teil, wobei er mit 43.440 Stimmen drei Mandate errang.
Enormen Auftrieb erhielt die neue Bewegung, als mit Alfred Hugenberg die DNVP einen Parteiführer erhielt, der einen bedingungslos republik- und demokratiefeindlichen Kurs einschlug und bald die Partnerschaft mit der NSDAP suchte. Zudem schlug sich der bedeutende Medienunternehmer eindeutig auf die Seite des Kapitals und sprach sich gegen Arbeitnehmer- und Gewerkschaftsinteressen aus. Die DNVP spaltete sich daraufhin. Bekannte Vertreter des Arbeitnehmerflügels gründeten 1928 die Christlich-soziale Reichsvereinigung, darunter auch Reichstagsabgeordnete wie Gustav Hülser, Walther Lambach, Führer des Deutschnationalen Handlungsgehilfen-Verbandes (DHV), einer nicht-linken Angestelltengewerkschaft, die seit Anbeginn zum Kern der antisemitischen Bewegung gehörte, oder Emil Hartwig, Vorsitzender des Deutschnationalen Arbeiterbundes und als solcher Mitglied des DNVP-Vorstands.
In der weiteren Folge traten zahlreiche DNVP-Reichstagsabgeordnete aus der Partei aus, darunter bekannte Christlichsoziale wie Reinhard Mumm, Franz Behrens oder Gustav Hülser. Der Christliche Volksdienst und die Christlich-soziale Reichsvereinigung verschmolzen Ende 1928 und bildeten die neue Partei Christlich-Sozialer Volksdienst. Aufgrund von Übertritten ehemaliger DNVP-Abgeordneter war sie sogleich im Reichstag vertreten.

## Der Christlich-Soziale Volksdienst ab 1930
Bei der Reichstagswahl von 1930 gewann die betont evangelische Partei besonders viele Stimmen in Regionen, welche durch eine starke pietistische oder freikirchliche Tradition geprägt waren, so in ländlichen Teilen Ostpreußens, in Ostwestfalen, Württemberg, Baden, Hessen-Nassau, im Siegerland und Wittgenstein, wo die antisemitische Ausrichtung nach wie vor zum Wesen der hier als „Evangelischer Volksdienst“ (EVD) auftretenden Partei gehörte, in der Grafschaft Bentheim und dem westlichen Ostfriesland sowie um Düsseldorf. Sie war mit 14 Abgeordneten im Reichstag vertreten, die in der Regel den Zentrums-Reichskanzler Heinrich Brüning unterstützten. Der CSVD wurde von den Nationalsozialisten und Deutschnationalen deshalb auch als Anhängsel des Zentrums angegriffen und attackiert, weil sie sich bei der Unterstützung Brünings in Gesellschaft der SPD befände. So trug der CSVD das von den betont rechten Parteien, darunter der NSDAP und der DNVP, initiierte Volksbegehren zum Sturz der Preußen-Regierung 1931 mit. Mit dem wachsenden Erfolg der NSDAP rückte die Partei weiter nach rechts. In den Reichstagswahlen im Juli und November 1932 halbierte sich der Wähleranteil der CSVD. Viele Wähler wechselten zur NSDAP. Prominente Parteiführer, darunter maßgebliche Führer der „christlich-sozialen Gesinnungsgemeinschaften“ wie der evangelische Pfarrer Hermann Teutsch, ehemaliger CSVD-Reichstagsabgeordneter, traten zur NSDAP über und dienten zur Agitation für die Nationalsozialisten unter der evangelischen Bevölkerung. Am 22. März 1932 hatten der Reichsvorsitzende Wilhelm Simpfendörfer und der Kritiker des Hugenberg-Kurses Gustav Hülser eine Unterredung mit Hitler. Sie versicherten ihm, dass sie sich stets dafür verwandt hätten, den Nationalsozialisten den Weg in die Regierung offen zu halten. Simpfendörfer erklärte, dass der CSVD mehr Möglichkeiten einer Zusammenarbeit mit der NSDAP als mit der DNVP sehe.

## Das Ende des Christlich-Sozialen Volksdienstes
Zur Reichstagswahl 1933 schloss der CSVD im Februar mit der Deutschen Volkspartei (DVP) und der Deutschen Bauernpartei (DBP) unter der Bezeichnung „Christlich-Nationaler Block“ ein Wahlabkommen, das ihr schließlich noch vier Reichstagsmandate sicherte.
Doch schon am 23. März 1933 erklärte Simpfendörfer die Unterstützung des CSVD für die innen- und außenpolitischen Ziele des Kabinetts Hitler aus NSDAP, DNVP und Stahlhelm und die Fraktion stimmte geschlossen für das Ermächtigungsgesetz. Die Abgeordneten schlossen sich der NSDAP als Hospitanten an, die Partei löste sich auf. Etliche Mitglieder gingen jedoch auf Konfrontationskurs zur neuen Regierung. Im Ausnahmefall wandten sie sich aktiv gegen das NS-Regime, so der Pfarrer Albert Schmidt, der dafür inhaftiert wurde.
Nach 1945 betätigten sich die meisten CSVD-Mitglieder in der CDU oder der CSU, so Paul Bausch oder Gustav Heinemann (Parteiaustritt 1952), andere wie Friedrich Justus Heinrich Middendorff waren in der Friedensbewegung aktiv sowie ab 1952 in der von Gustav Heinemann und anderen gegründeten, christlich geprägten neutralistischen Gesamtdeutschen Volkspartei.

## Parteivorsitzende
- 1929–1932 Wilhelm Simpfendörfer[7]

## Reichstagswahlergebnisse
| Wahlen             | Stimmanteil | Zuwachs/Verluste | Mandate  | Zuwachs/Verluste | Stimmen         |
| ------------------ | ----------- | ---------------- | -------- | ---------------- | --------------- |
| 14. September 1930 | 2,5 %       | -/-              | 14 Sitze | + 14 Mandate     | 868.269 Stimmen |
| 31. Juli 1932      | 1,0 % 1     | - 1,5 %          | 03 Sitze | - 11 Mandate     | 364.543 Stimmen |
| 6. November 1932   | 1,1 %       | + 0,1 %          | 05 Sitze | + 02 Mandate     | 403.666 Stimmen |
| 5. März 1933       | 1,0 % 2     | - 0,1 %          | 04 Sitze | - 01 Mandat0     | 383.999 Stimmen |

## Prominente Parteimitglieder
- Ernst Bach
- Paul Bausch
- Franz Behrens
- Frederik J. Forell
- Emil Hartwig
- Gustav Heinemann (eingetragene Mitgliedschaft zweifelhaft)[8]
- Gustav Hülser
- Renatus Hupfeld
- Alfred Jepsen
- Georg Kliesch
- Hermann Kling
- Walther Lambach
- Reinhard Mumm
- Peter Petersen
- Erich Schaeder
- Albert Schmidt
- Paul Schmidt
- Wilhelm Simpfendörfer
- Hermann Strathmann
- Karl Veidt